# Лахта (исторический район)
Ла́хта (от фин. lahti — залив) — исторический район Санкт-Петербурга на берегу Финского залива (Приморский район). Включён в черту города решением Ленгорисполкома от 17 января 1963 года (вошёл в состав тогдашнего Ждановского района Ленинграда, до этого был в составе Сестрорецкого района).

## История
Первые поселения здесь возникли свыше трёх тысяч лет назад. Весной 1923 года в Лахте была найдена стоянка доисторического человека, обнаружено большое количество каменных орудий, наконечников для стрел, скребков, резцов и т. п.

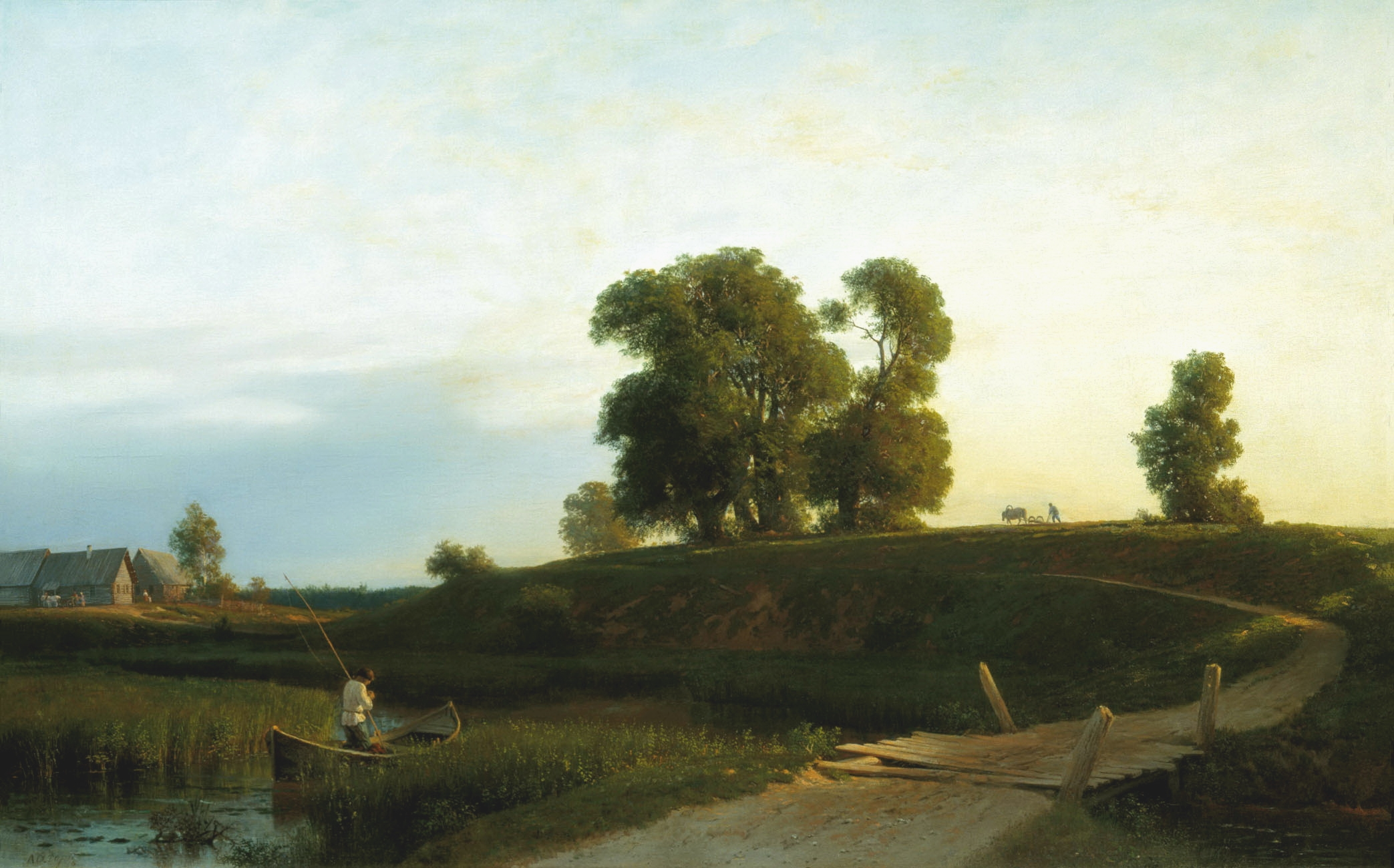
Вид на Лахту, 1850 год

В «Переписной окладной книге Водской пятины» 1500 года в описании Спасского Городенского погоста Ореховского уезда упоминается село Лахта. В селе насчитывалось 10 дворов, принадлежало оно «из старины» ореховским наместникам.
В 1617 году Лахта, как и вся Ижорская земля, вошла в состав Швеции и вновь вернулась в состав России лишь в начале XVIII века. За время пребывания в составе Швеции население Лахты подверглось финнизации.
В начале XVIII века близ Лахты находилась усадьба Петра I Ближние Дубки. Здесь же в Лахте, по легенде, в ноябре 1724 года Пётр I помогал спасать утопающих матросов. В результате он сильно простудился и 28 января 1725 года умер. На предполагаемом месте события в конце XIX века была устроена часовня, оберегалась «Петровская сосна» (в настоящее время не сохранились).
В 1760-е годы недалеко от Лахты (в Конной Лахте) был найден громадный ледниковый валун («Гром-камень»), использованный в качестве основания для знаменитого монумента Медного всадника. На берегу Финского залива сохранились «ненужные» части валуна, отколотые при его погрузке на морскую платформу.
В 1766 году Екатерина II пожаловала мызу Лахта Григорию Орлову. Позже продолжительное время Лахтой и близлежащими селениями владели графы Стенбок-Ферморы.
В 1888 году был открыт первый в России теннисный клуб — Лахтинский лаун-теннис клуб, сначала располагавшийся на Берёзовой аллее, затем на Морской улице. В 1891 году создан Лахтинский лаун-теннис клуб «Клеверный листок» на Лахтинском проспекте.
В 1894 году была освящена церковь Святого Апостола Петра и открыта станция Лахта Приморской Санкт-Петербург-Сестрорецкой железной дороги.
Сын фрейлины императрицы графини Марии Александровны Стенбок-Фермор, корнет лейб-гвардии Гусарского полка, Александр Владимирович промотал фамильный капитал. С 1903 года по просьбе матери, указом Николая ll была учреждена опека над имуществом сына. В 1907 году очередь дошла и до продажи части имения в Лахте под дачные посёлки. Так появились Александровка, названное в честь Александра Владимировича, Ольгино — в честь жены графа Ольги Платоновны и Владимировка — в честь отца графа Владимира Александровича.
На западе к Лахте примыкает Ольгино — бывший дачный посёлок, возникший в начале XX века (сейчас также входит в состав Приморского района).
Бывшие живописные окрестности Лахты изображены на офортах И. И. Шишкина «Дубовая роща на Лахте», «Дубки на Лахте» и др.
Весной 19 мая 1919 года по распоряжению Комиссариата народного просвещения в Охотничьем замке разместилась Лахтинская экскурсионная станция (ЛЭС). Прежде на заседаниях Коллегии по делам научных музеев, был разработан проект Лахтинского заповедника. В работе принимали участие академик Бородин И. П., профессора Комаров В. Л., Бианки В. Л. (отец писателя Бианки В. В.), Бялыницкий-Бируля А. А. (директор Зоологического музея), Доппельмайр Г. Г., Семёнов-Тян-Шанский А. П. и В. П. Территория включала участки от Старой Деревни до Лисьего Носа. Методами работы было: «…активное восприятие виденного в живой лаборатории природы во время экскурсий с переработкой материала во время систематических занятий в лабораториях экскурсионной станции». Возглавил работу профессор Виттенбург, Павел Владимирович (1884—1968). Корней Чуковский в дневнике записал:

«15 апреля 1924. Лахта. Экскурсионная станция. Надо мною полка, на ней банки: „Гадюка обыкновенная“, „Ящерица живородящая“ п пр. Я только что закончил целую кучу работ: 1) статью об Ал. Толстом, 2) перевод Честертона, 3) редактуру Дж. Лондона, 4) редактуру „Современника“ и пр. Здесь мне было хорошо, уединённо. Учреждение патетически ненужное: мальчишки и девчонки, которые приезжают с экскурсиями, музеем не интересуются, но дуются ночью в карты; солдаты похищают банки с лягушками и пьют налитый в банки спирт с формалином. Есть учёная женщина Таисия Львовна, которая три раза в день делает наблюдения над высотою снега, направлением и силою ветра, количеством атм. осадков. Делает она это добросовестно, в трёх местах у неё снегомеры, к двум из них она идёт на лыжах и даже ложится на снег животом, чтобы точнее рассмотреть цифру. И вот когда мы заговорили о будущей погоде, кто-то сказал: будет завтра дождь. Я, веря в науку, спрашиваю: „Откуда вы знаете?“ —„Таисия Львовна видела во сне покойника. Покойника видеть — к дождю!“. Зачем же тогда ложиться на снег животом?»

Указом Президиума Верховного Совета РСФСР от 27 ноября 1938 года Лахта и Ольгино были объединены в один населённый пункт, который получил статус рабочего посёлка и наименование «Лахтинский». Указом Президиума Верховного Совета РСФСР от 21 марта 1950 года посёлок был передан в подчинение Сестрорецкого райсовета Ленинграда. Решением Ленгорисполкома от 17 января 1963 года рабочий посёлок Лахтинский был включён в городскую черту Ленинграда. После разделения Петербурга на муниципальные округа Законом Санкт-Петербурга № 18-4 от 5 февраля 1999 года муниципальному округу № 64 Приморского района было присвоено наименование «Лахта-Ольгино».
По состоянию на 2008 год дом Виттенбурга сохранился и находится по адресу: Ольгино, Полевая ул., 5. Дом находится в частном владении. Охотничий замок, он же замок Стенбок-Фермеров, он же Белый замок сохранился по адресу: Лахтинский пр. 104, в особняке размещалась студия «Радио Модерн», вход запрещён, но усадебный парк на берегу Финского залива открыт для посещения.
10 марта 2011 года Газпром приобрёл участок площадью 140 тыс. м² на Лахтинском проспекте, 2 под строительство небоскрёба Лахта-центр высотой 462 м. Строительство ведётся с конца 2012 года.

## Достопримечательности

### Кристальный мост и Прозрачный мост
Кристальный мост и Прозрачный мост над Лахтинской гаванью, соединившие улицу Савушкина с «Лахта-центром». Построены в 2021—2023 годах.

### Лахта-центр(Лахтинский проспект, дом 2, корпус 3)
Лахта-центр, многофункциональный комплекс со штаб-квартирой группы «Газпром» и компании «Газпром нефть». Первая очередь сдана в 2012—2018 годах, вторая — в 2020 году. 462-метровый Лахта-центр при 87 этажах является самым высоким зданием в России и Европе, и четырнадцатым по высоте зданием в мире.

### Памятник Петру Первому «Подвиг императора» (Лахтинский проспект, дом 2)
Памятник Петру Первому «Подвиг императора» установлен в 2022 по проекту скульптора С. В. Мокроусова-Гульельми и архитектора М. А. Мамошина. Сюжет основан на легенде о том, что 5 ноября 1724 года император обнаружил у Лахты севший на мель бот с людьми и бросился их спасать, в результате чего простудился и заболел.

### Храм Шри Чайтанья Сарасват Матх (Морская улица, дом 15)
Храм Шри Чайтанья Сарасват Матх. Храм кришнаитов построен в 2001 году.

### Церковь Святого апостола Петра(Лахтинский проспект, дом 94)
Церковь Святого апостола Петра деревянная построена в неоруссом стиле в 1893—1894 годах по проекту архитектора В. В. Шауба. В 1938 году церковь закрыли, и в ней в 1939 году устроили кинотеатр «Звезда». В конце 1980-х годов кинотеатр был закрыт. В марте 1991 года церковь была передана Санкт-Петербургской епархии, а 12 июня 1994 года храм был заново освящен. В 2013—2019 годах проводилась полная реконструкция церкви. У храма в 2000 году высажена петровская сосна на месте утраченной мемориальной Петровской сосны.

### Клинический госпиталь «МД Лахта» (Лахтинский проспект, дом 100)
Клинический госпиталь «МД Лахта» построен в 2021 году, открыт в январе 2022 года. В начале работал как ковидный госпиталь для лечения инфекционных больных, в том числе с новой коронавирусной инфекцией.

### Усадьба Стенбок-Ферморов(Лахтинский проспект, дом 100)
Усадьба Стенбок-Ферморов построена в Конец XIX века — начало XX века по проекту архитектора В. П. Цейдлера для графа А. И. Стенбок-Фермора. В комплекс входят усадебный дом («Белый замок»), парк и хозяйственные постройки. С 1947 года здесь разместился радиоцентр, который обеспечивал трансляции 2-й («Маяк»), 3-й и 4-й общесоюзных программ на территории Ленинграда и Ленинградской области в ДВ- и СВ-диапазонах, а также здесь глушили западные радиоголоса — «Голос Америки», Радио «Свобода», Би-би-си и другие.

### Дача А. Ф. Ташейт (Лахтинский проспект, дом 115)
Дача А. Ф. Ташейт деревянная построена в стиле модерн в 1914 году по проекту архитектора С. О. Овсянникова.

### Дача В. В. Шауба (Лахтинский проспект, дом 117)
Дача В. В. Шауба построена в стиле модерн до 1917 года для Вольдемара Шауба, сына архитектора В. В. Шауба.

### Лахтинское кладбище (Лахта,улица Красных Партизан, дом 16)
Лахтинское кладбище появилось около 1910 года. Здесь похоронен архитектор А. П. Вайтенс и его потомки, жившие в Ольгино.

### Другие достопримечательности
- Большой камень — осколки Гром-камня, отколотые при его погрузке на судно в 1770 году. Берег Финского залива у Лахтинского дворца Стенбок-Ферморов.
- Руины пристани, построенной в 1770 году для погрузки Гром-камня. Берег Финского залива у Большого камня.
- Курган — земляная насыпь технического назначения. 1770 год (?). Берег Финского залива у Большого камня.
- Дача банкира Г. Ф. Небо. Арх. неизвестен. 1890-е годы. Старая ул., 4.
- Дача Сойтоненов. Арх. неизвестен. 1890-е годы. Старая ул., 35.
- Пожарное депо с водонапорной башней и электростанцией. Арх. Л. П. Шишко (?). 1904 г. Лахтинский пр., 85.
- Пожарное депо. Арх. неизвестен. 1904 год. Морская ул., 3.

## Фотогалерея

Ольгино-Лахта
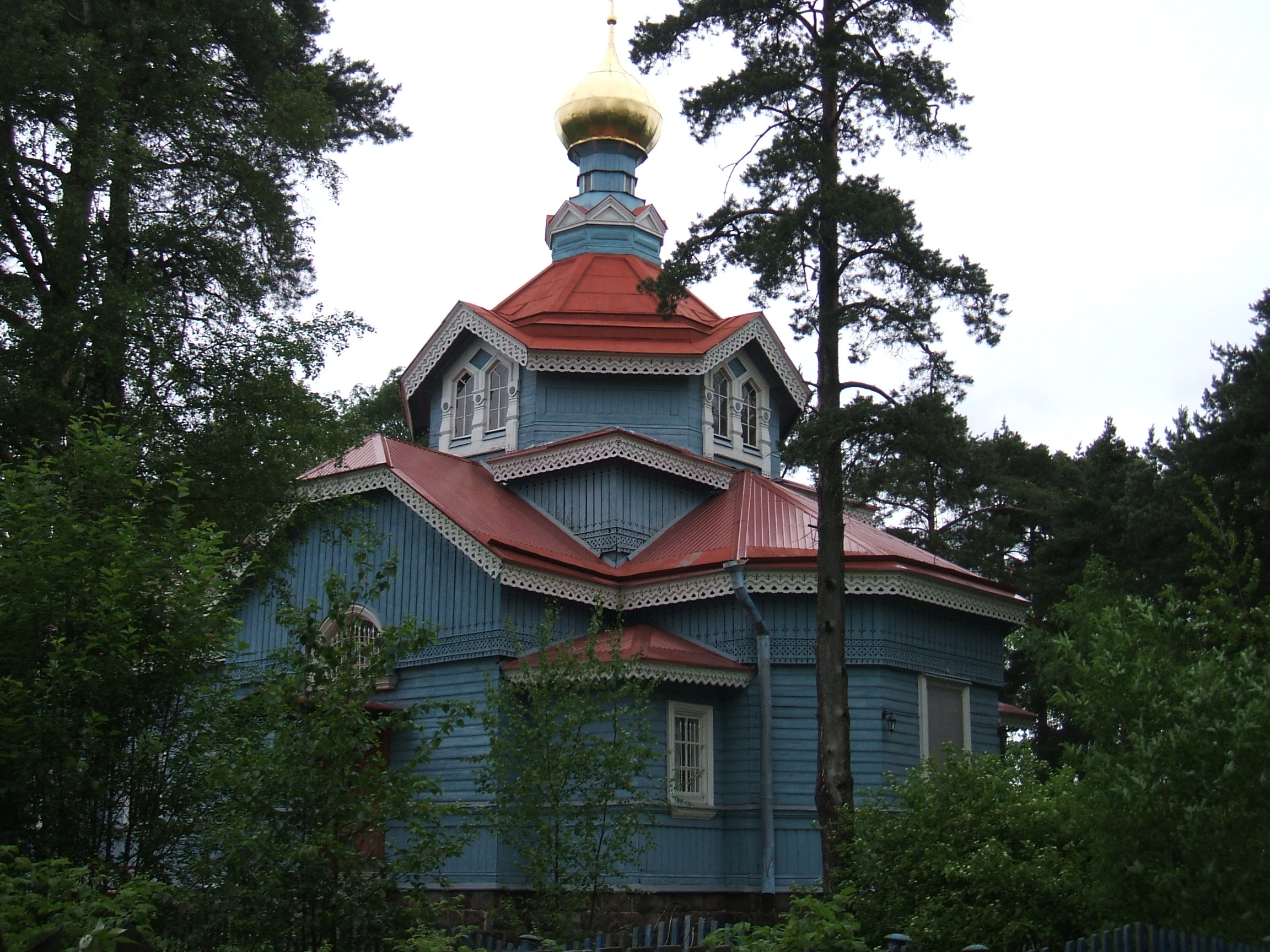
Церковь св. ап. Петра в Лахте
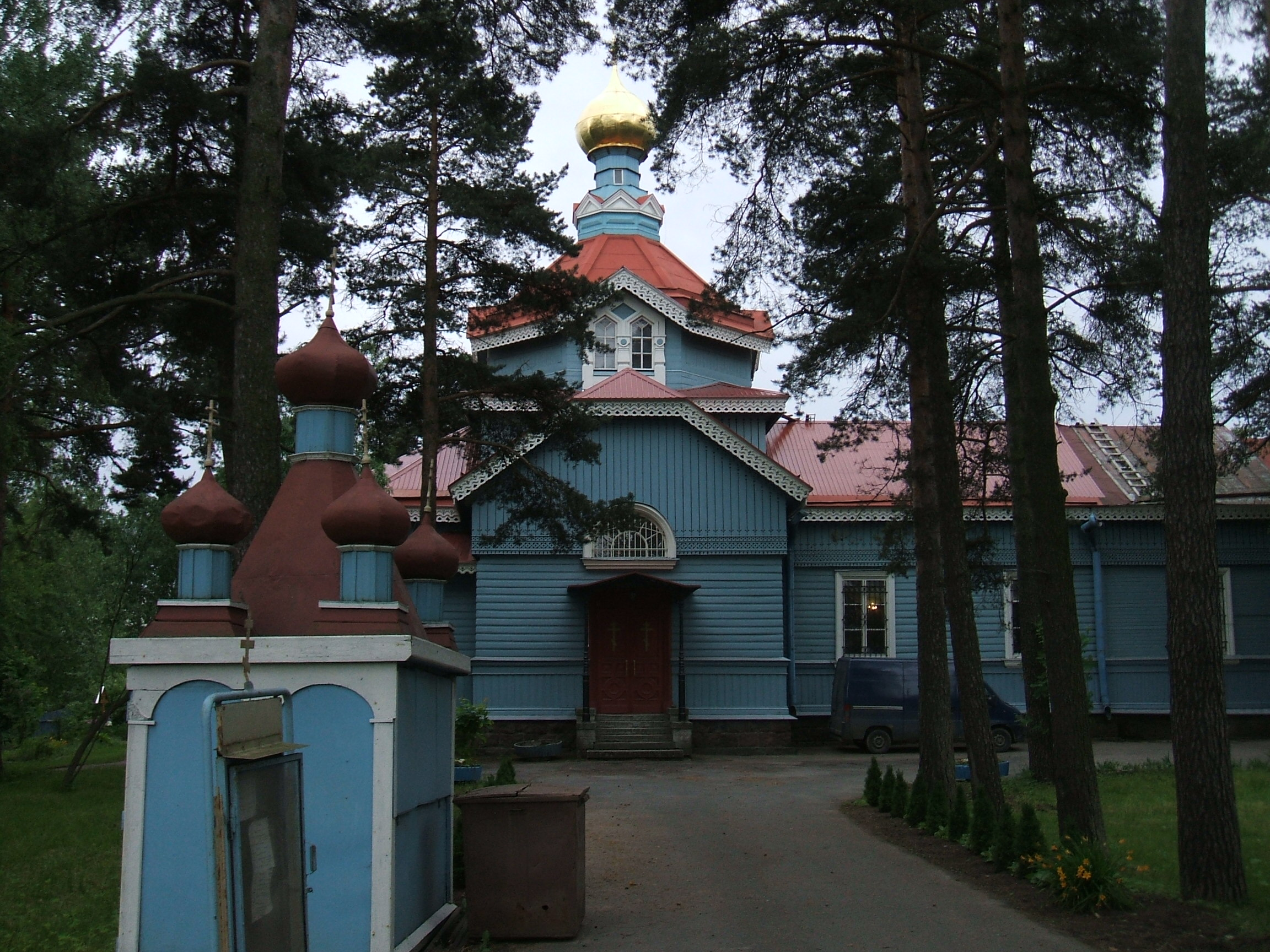
Вход в церковь
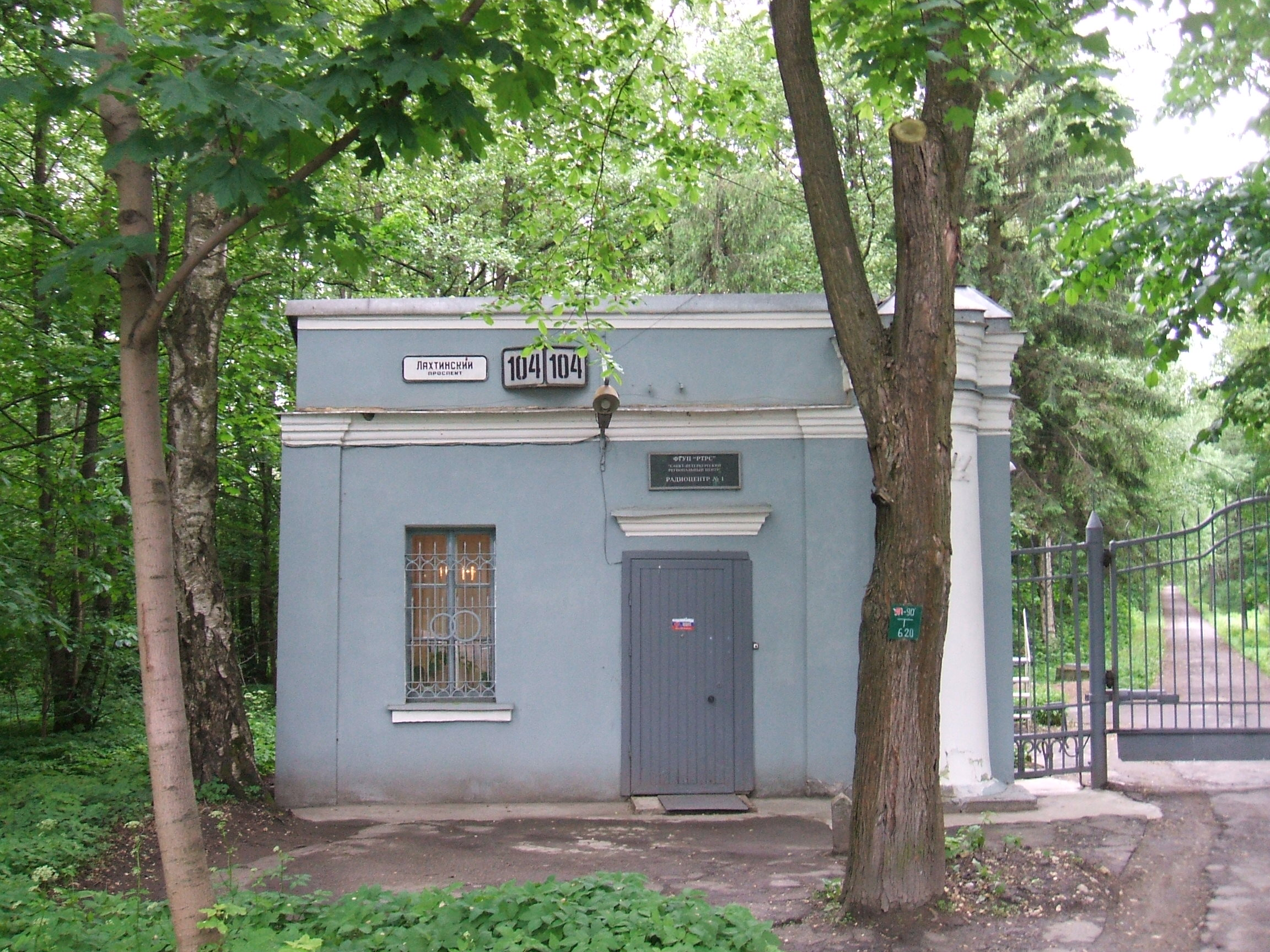
Усадьба Стенбок-Ферморов
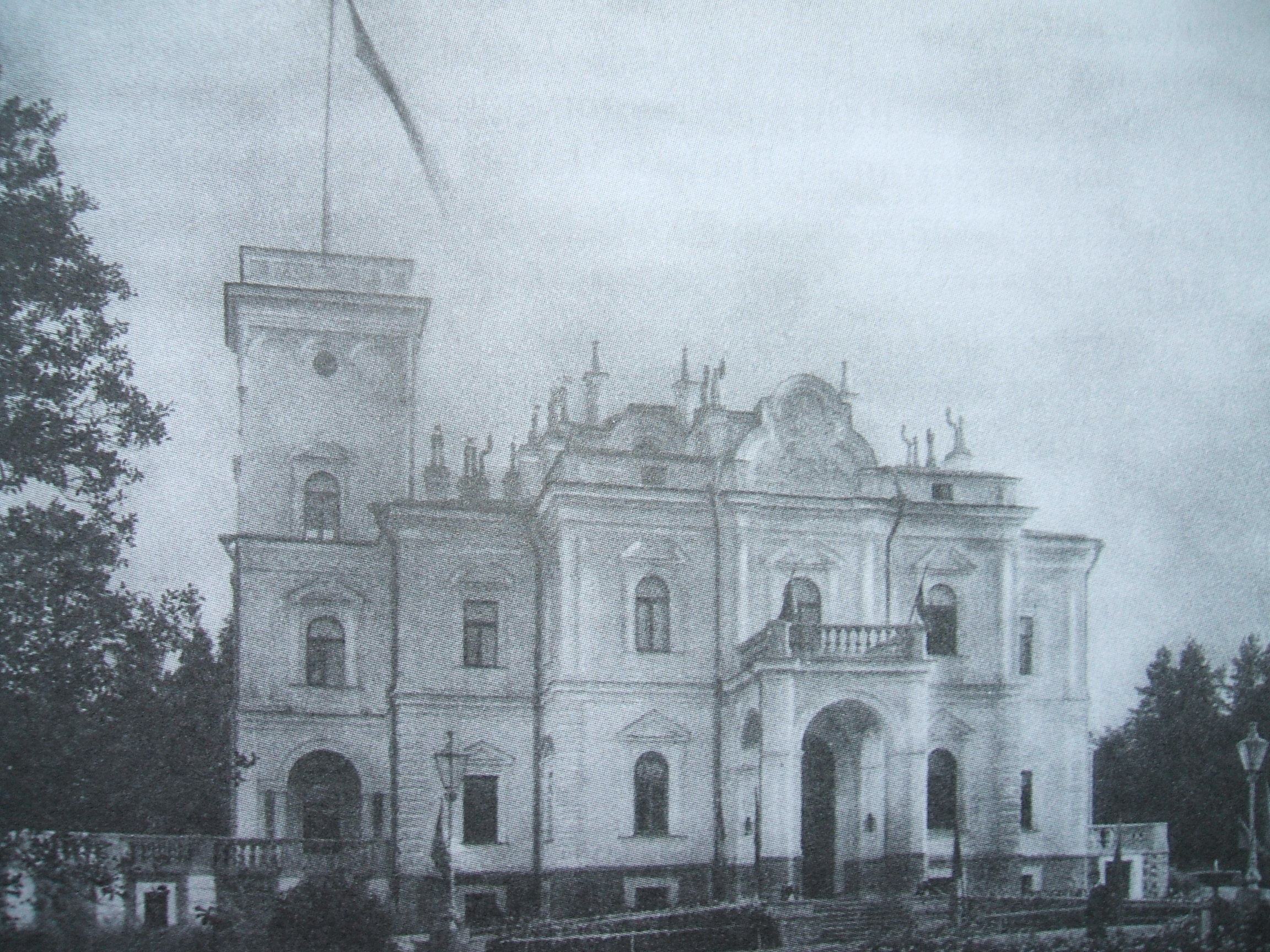
Замок Стенбок-Ферморов 1908 год

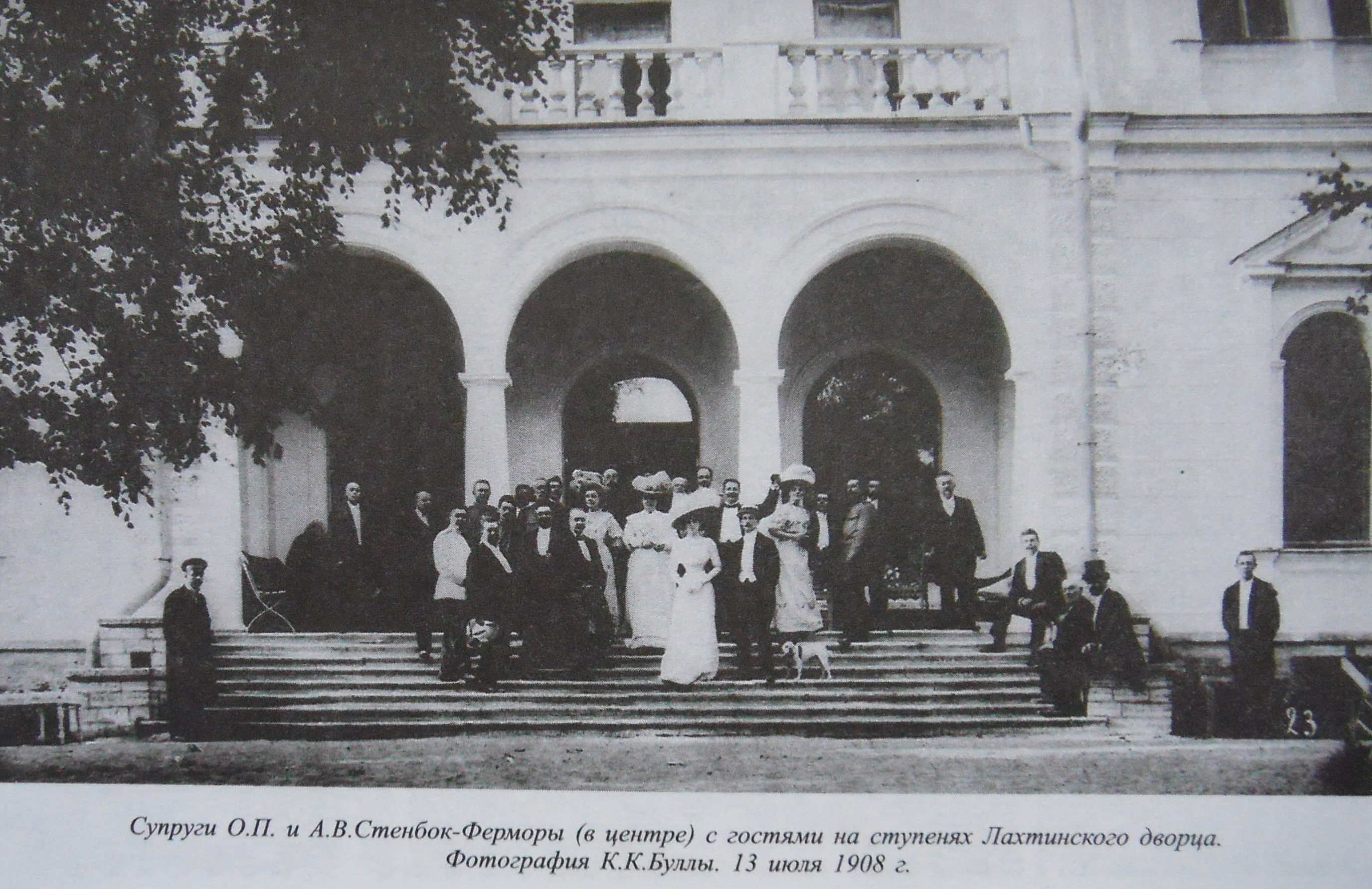
На ступенях замка
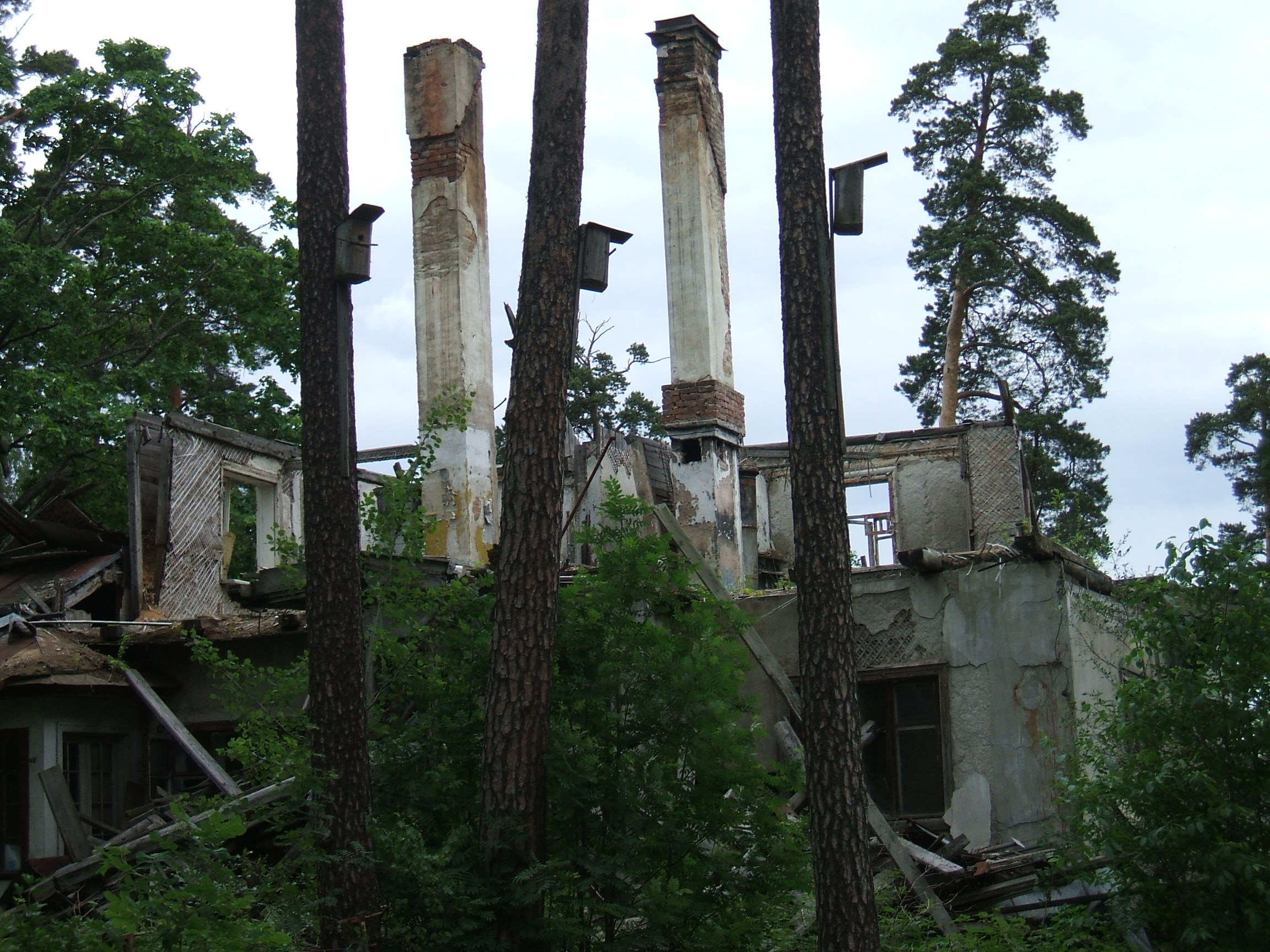
Бывший дом П. В. Виттенбурга в 2010 году
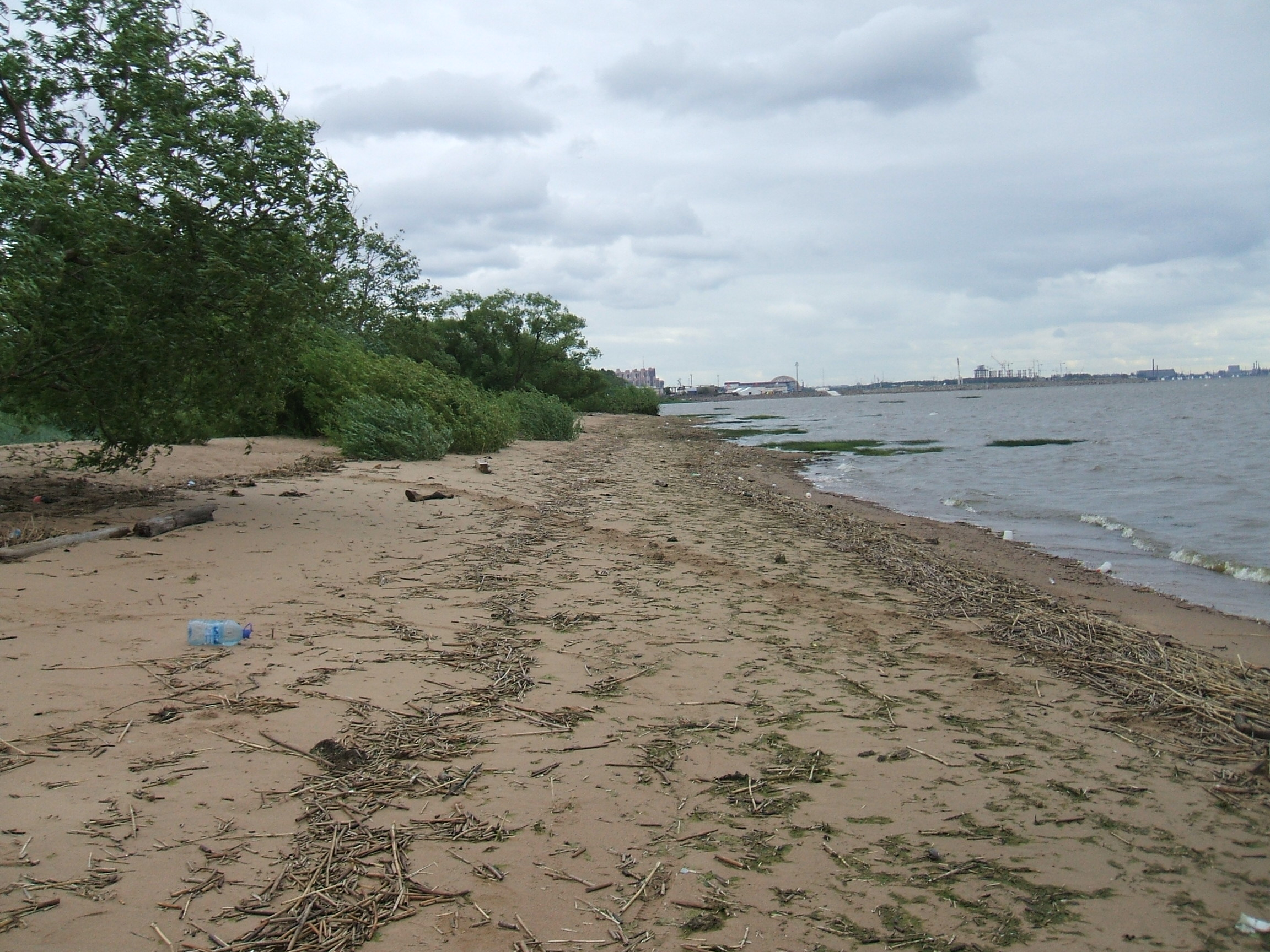
Финский залив в Лахте

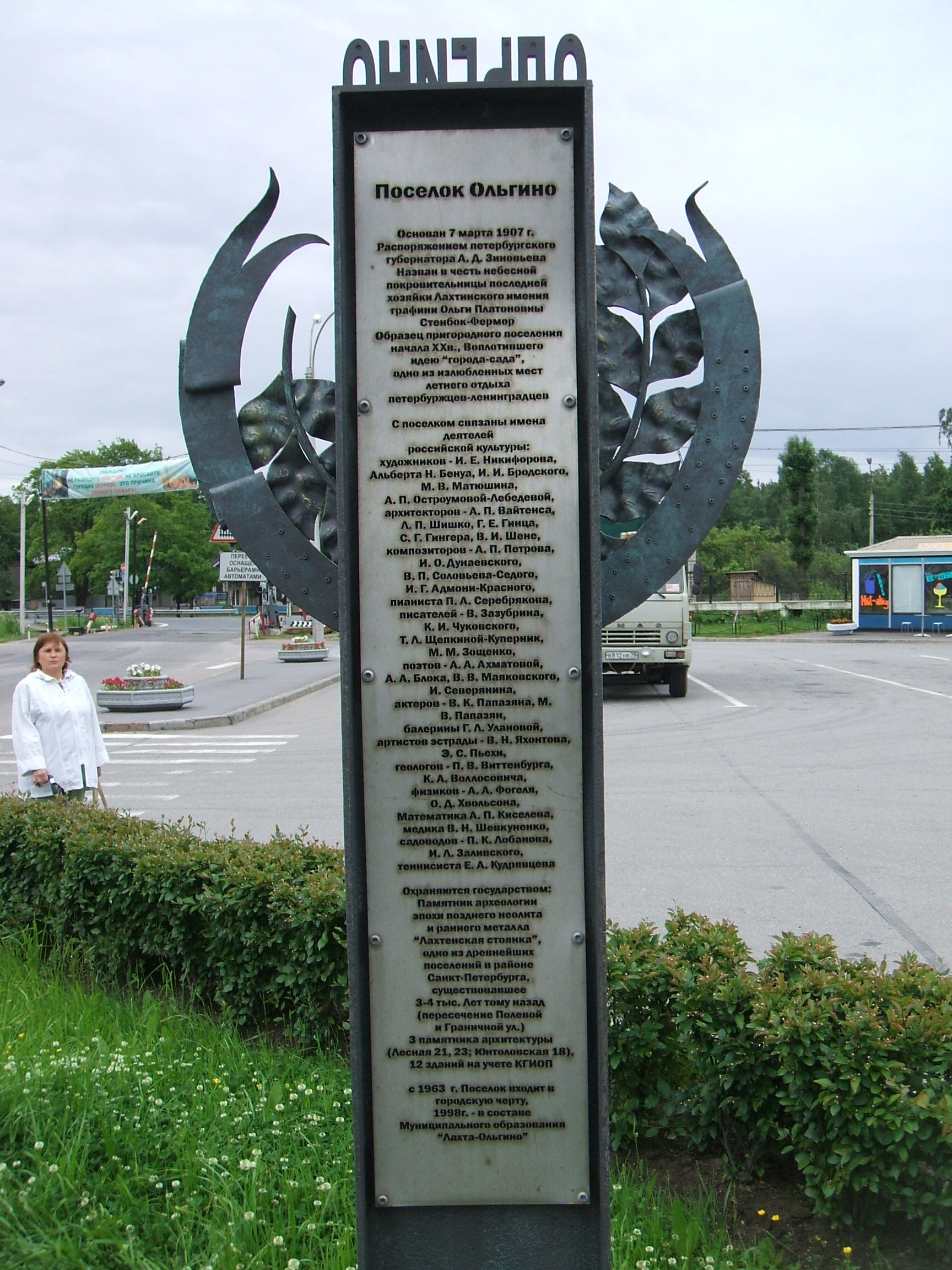
Историческая справка
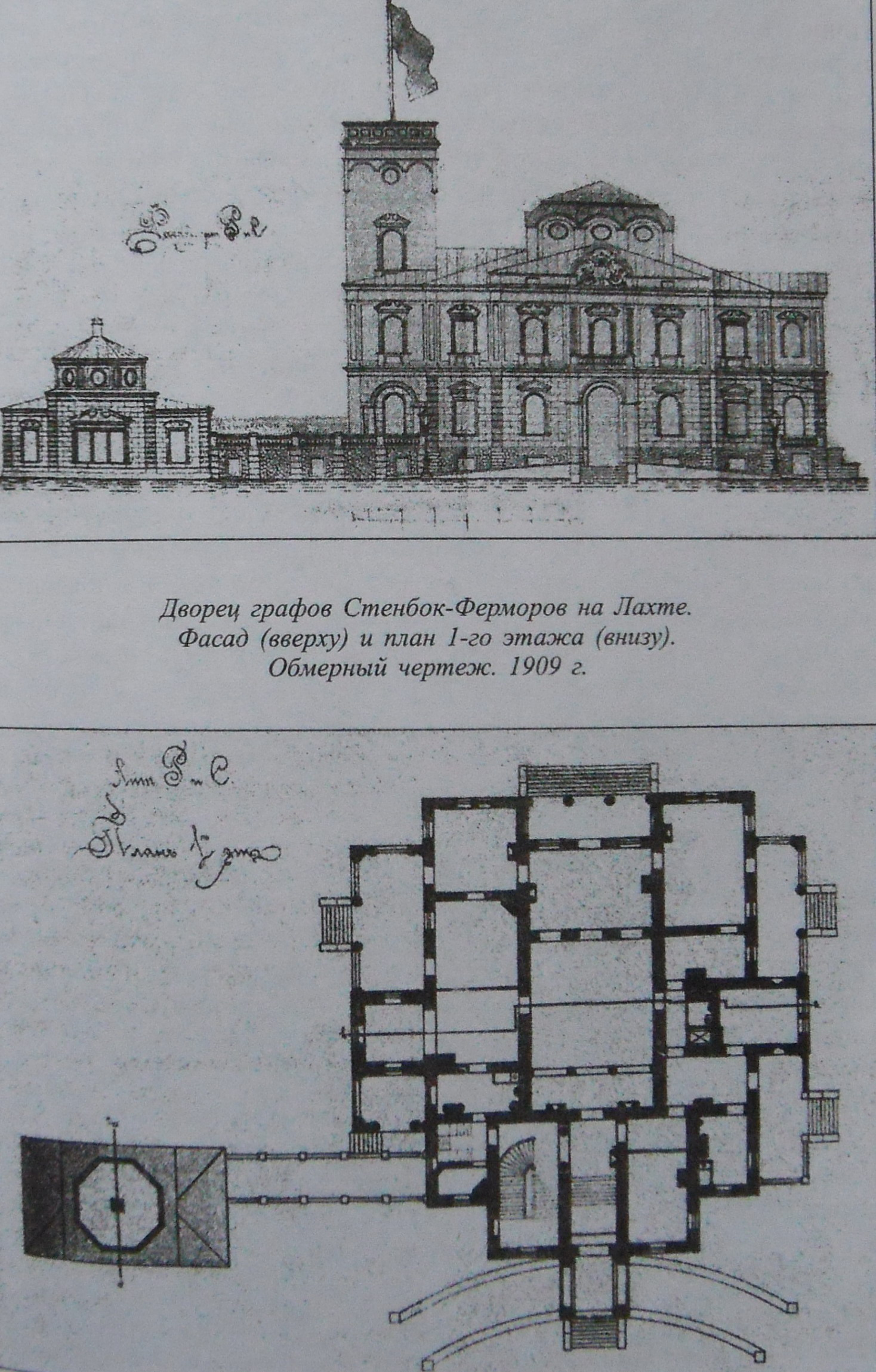
Замок Стенбок-Ферморов. Обмерный чертёж